# Patrick Kelly (archevêque)
Pour les articles homonymes, voir Kelly et Patrick Kelly.
Patrick Kelly (né le 23 novembre 1938 à Morecambe) est un ecclésiastique anglais de confession catholique. Il est ordonné évêque en 1984, et occupe successivement la tête du diocèse de Salford et de l'archidiocèse de Liverpool. Il se retire de sa charge le 27 février 2013.

## Carrière
Après avoir effectué ses études au Catholic College de Preston, Patrick Kelly entame en 1955 une formation en vue de la prêtrise au collège anglais de Rome. C'est au sein de cette institution qu'il est ordonné prêtre le 16 février 1962, par le cardinal William Godfrey. Il y poursuit ses études jusqu'en 1964.
Revenu en Angleterre comme prêtre du diocèse de Lancaster, Patrick Kelly reçoit un premier poste de prêtre assistant à la cathédrale Saint Pierre de Lancaster. Il officie également à la prison de Lancaster Castle,.
À partir de 1966, Patrick Kelly entame une carrière d'enseignant en théologie systématique au St Mary's College d'Oscott qui forme les prêtres pour la province de Birmingham. Il devient recteur de ce même collège en 1979. Le 9 mars 1984, il est nommé évêque de Salford. Il reçoit la consécration épiscopale le 3 avril suivant, de l'évêque sortant Mgr Holland (en),. Le 21 mai 1996, Mgr Kelly est nommé archevêque métropolitain de Liverpool.
Patrick Kelly participe comme consultant aux discussions de la Commission internationale anglicane-catholique romaine (ARCIC). Au sein de la conférence des évêques catholiques d'Angleterre et du pays de Galles, Mgr Kelly est impliqué dans le département des affaires internationales. Il est également vice-président de la conférence de 1999 à 2009. Le 24 juin 2009, il est nommé par le pape Benoît XVI membre du conseil pontifical pour le dialogue inter-religieux.
Après avoir subi une attaque cardiaque fin 2012, Mgr Kelly demande à être relevé de sa charge d'archevêque. Sa démission est acceptée le 27 février 2013 par le pape Benoît XVI et prend effet immédiatement.

## Archevêque de Liverpool
Depuis 2008, sous la conduite de son archevêque, l'archidiocèse de Liverpool entreprend une refonte des procédures de l'initiation chrétienne, visant à impliquer plus fortement les familles. L'aspect le plus remarquable est le changement introduit dans l'ordre des sacrements de l'initiation : à partir de 2012, le sacrement de confirmation sera conféré avant la première communion, ce qui est d'ailleurs un retour à l'ordre originel. Ces deux sacrements seront conférés lors d'une même célébration, aux enfants déjà baptisés et âgés de huit ans au moins, entre la solennité de l'Ascension et la Fête-Dieu. L'accent est également mis sur la pratique du sacrement de pénitence et de réconciliation par les familles.
Mgr Kelly annonce en octobre 2010, puis confirme en juin 2011 la fermeture prochaine de l'Ushaw College, séminaire desservant le nord de l'Angleterre, à cause de coûts de fonctionnement trop élevés. Les séminaristes sont relogés dans les autres établissements en Angleterre, à Rome ou Valladolid,. Le collège, installé depuis deux cents ans à Durham, possède des bâtiments remarquables (dont une chapelle due à l'architecte Pugin) et une précieuse collection de manuscrits médiévaux. L'Université de Durham annonce qu'elle compte reprendre une partie des bâtiments et les collections pour développer un centre d'études catholiques au sein de sa faculté de théologie.